# Da yue bing
Da yue bing é um filme produzido na China, dirigido por Chen Kaige e lançado em 1986.